# Palleau
Palleau est une commune française située dans le département de Saône-et-Loire, en région Bourgogne-Franche-Comté.

## Géographie

### Climat
Pour des articles plus généraux, voir Climat de la Bourgogne-Franche-Comté et Climat de Saône-et-Loire.
En 2010, le climat de la commune est de type climat océanique dégradé des plaines du Centre et du Nord, selon une étude du Centre national de la recherche scientifique s'appuyant sur une série de données couvrant la période 1971-2000. En 2020, Météo-France publie une typologie des climats de la France métropolitaine dans laquelle la commune est dans une zone de transition entre le climat océanique altéré et le climat océanique altéré et est dans la région climatique Bourgogne, vallée de la Saône, caractérisée par un bon ensoleillement (1 900 h/an), un été chaud (18,5 °C), un air sec au printemps et en été et des vents faibles.
Pour la période 1971-2000, la température annuelle moyenne est de 11,1 °C, avec une amplitude thermique annuelle de 17,9 °C. Le cumul annuel moyen de précipitations est de 816 mm, avec 11,2 jours de précipitations en janvier et 7,5 jours en juillet. Pour la période 1991-2020, la température moyenne annuelle observée sur la station météorologique de Météo-France la plus proche, « Bragny sur Saône », sur la commune de Bragny-sur-Saône à 5 km à vol d'oiseau, est de 12,3 °C et le cumul annuel moyen de précipitations est de 845,9 mm. 
La température maximale relevée sur cette station est de 40,3 °C, atteinte le 24 juillet 2019 ; la température minimale est de −12,9 °C, atteinte le 5 février 2012,,.
Les paramètres climatiques de la commune ont été estimés pour le milieu du siècle (2041-2070) selon différents scénarios d'émission de gaz à effet de serre à partir des nouvelles projections climatiques de référence DRIAS-2020. Ils sont consultables sur un site dédié publié par Météo-France en novembre 2022.

## Urbanisme

### Typologie
Au 1er janvier 2024, Palleau est catégorisée commune rurale à habitat dispersé, selon la nouvelle grille communale de densité à sept niveaux définie par l'Insee en 2022.
Elle est située hors unité urbaine. Par ailleurs la commune fait partie de l'aire d'attraction de Beaune, dont elle est une commune de la couronne,. Cette aire, qui regroupe 64 communes, est catégorisée dans les aires de 50 000 à moins de 200 000 habitants,.

### Occupation des sols
L'occupation des sols de la commune, telle qu'elle ressort de la base de données européenne d’occupation biophysique des sols Corine Land Cover (CLC), est marquée par l'importance des territoires agricoles (63,8 % en 2018), une proportion sensiblement équivalente à celle de 1990 (64 %). La répartition détaillée en 2018 est la suivante : forêts (33,6 %), terres arables (31,3 %), prairies (20,3 %), zones agricoles hétérogènes (12,3 %), milieux à végétation arbustive et/ou herbacée (2,6 %). L'évolution de l’occupation des sols de la commune et de ses infrastructures peut être observée sur les différentes représentations cartographiques du territoire : la carte de Cassini (XVIIIe siècle), la carte d'état-major (1820-1866) et les cartes ou photos aériennes de l'IGN pour la période actuelle (1950 à aujourd'hui).

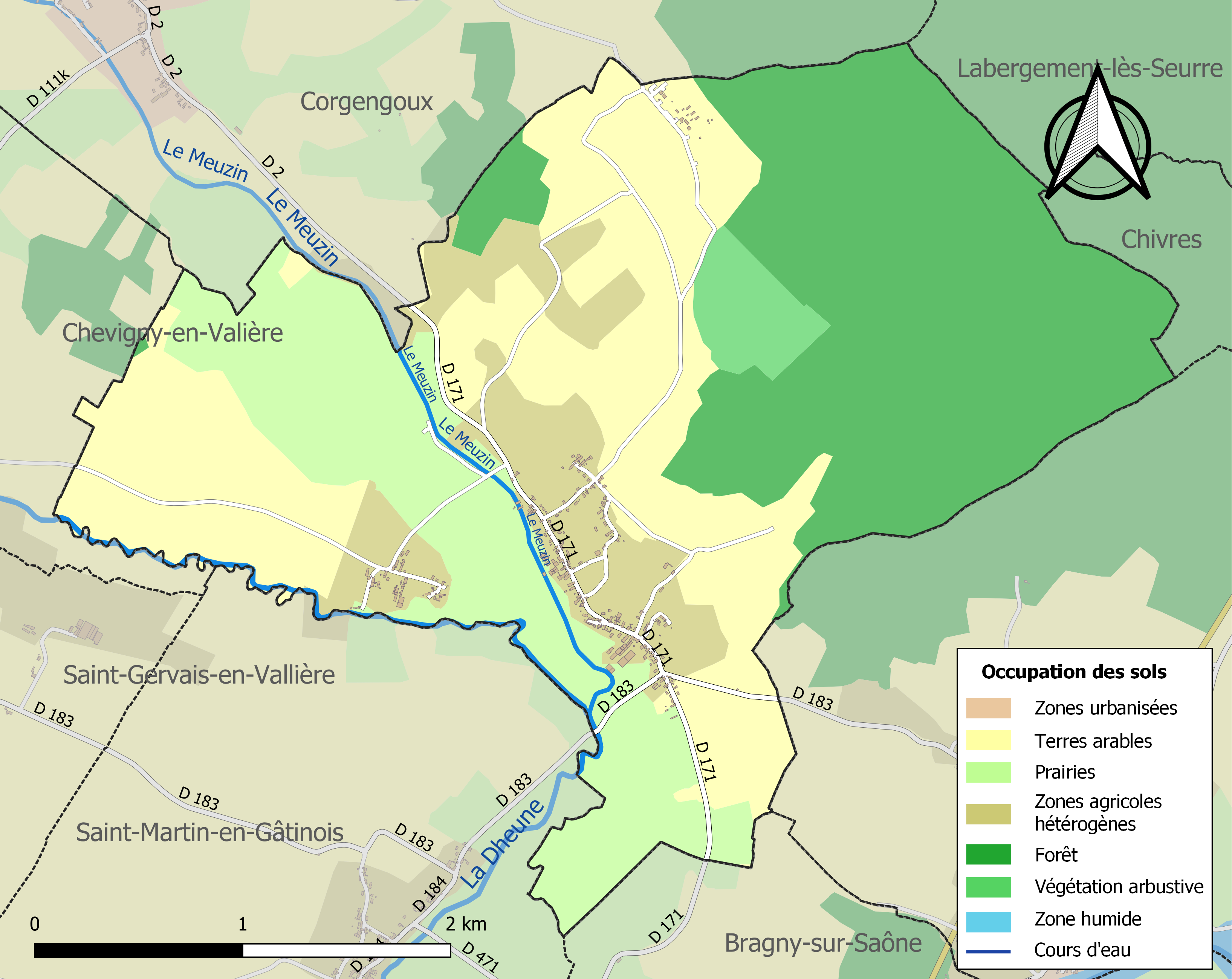
Carte des infrastructures et de l'occupation des sols de la commune en 2018 (CLC).

## Histoire
Le village de Palleau doit son origine à la voie romaine de Langres qui traversait la Dheune puis la Bouzaise à proximité du hameau du Port de Palleau.
Selon Claude Courtépée, le village mentionné du temps de Gontran, roi de Bourgogne au XIe siècle, a donné son nom, aux XIIe siècle et XIIIe siècle à d'anciens illustres seigneurs dont P. de Paleau, maréchal de Bourgogne et son fils Hugues, connétable de Bourgogne. Le château de Palleau est tenu, en 1005-1006, par le seigneur Liébaud, vassal du comte Otte-Guillaume et fondateur du prieuré Saint-Pierre.
Ce prieuré (dans le secteur de l'église actuelle) enrichi par plusieurs donations ultérieures, est l'objet de diverses contestations de la part du duc de Bourgogne, seigneur de Palleau : en 1272, à la mort d'Hugues IV de Bourgogne il reste finalement la possession des moines de Saint-Bénigne de Dijon jusqu'en 1734, puis du chapitre de la cathédrale après la création de l’évêché de Dijon jusqu'à la Révolution.
Depuis le XIe siècle existait à Palleau une châtellenie dont on connaît les seigneurs du siècle suivant : Pierre de Palleau (connétable de Bourgogne, seigneur d'Allerey et de Palleau, il renouvelle son hommage à l'évêque de Chalon en 1239 pour ses possessions de Palleau et Allerey avant de partir à la croisade), son fils Hugues lui aussi connétable de Bourgogne, et ses petits-fils Pierre, mort vers 1275, et Durand de Palleau, homme d'Église, chantre d'Autun et chanoine de Chalon, qui lui succède et vend le fief à l'évêque de Chalon en 1275. Les prétentions du duc de Bourgogne sur le fief durèrent jusqu'en 1347 où le duc Eudes IV de Bourgogne admit la possession par le chapitre de la cathédrale Saint-Vincent de Chalon qui la conserva jusqu'à la Révolution.
La population qui a atteint son niveau le plus élevé en 1901 n'a cessé de décroître depuis avant de connaitre une nouvelle croissance ces dernières années[réf. nécessaire]. La mécanisation a permis l'extension des exploitations agricoles de cette commune rurale qui vit essentiellement de la culture et de l'élevage. La vigne était encore présente au début de ce siècle : 72 ha produisaient des vins rouges de qualité ordinaire et des vins blancs de meilleure qualité, qui donnaient lieu à un petit commerce de vins[réf. nécessaire]. L'artisanat rural a totalement disparu au cours du siècle. L'électricité fut installée dans la commune en 1915-1916 et un château d'eau élevé après 1930. Un moulin fonctionnant à l'électricité a été installé à Palleau en 1943, il a marché jusqu'en 1968. En 1998, une station de compression de gaz est installée à l'écart de la commune, en lisière de la forêt domaniale, elle est inaugurée l'année suivante ; le site a été retenu parce qu'il se trouve à mi-parcours des importantes installations gazières de Voisines (Haute-Marne) et Etrez (Ain) pour faciliter l'acheminement du gaz norvégien sur l'axe nord-sud.

## Politique et administration
| Période                                  | Période    | Identité           | Étiquette | Qualité |
| ---------------------------------------- | ---------- | ------------------ | --------- | ------- |
| mars 1989                                | mars 2008  | Marcel Vandroux    |           |         |
| mars 2008                                | avril 2009 | Laurent Aussillous |           |         |
| avril 2009                               | en cours   | René Bêche         |           |         |
| Les données manquantes sont à compléter. |            |                    |           |         |

## Démographie
L'évolution du nombre d'habitants est connue à travers les recensements de la population effectués dans la commune depuis 1793. Pour les communes de moins de 10 000 habitants, une enquête de recensement portant sur toute la population est réalisée tous les cinq ans, les populations de référence des années intermédiaires étant quant à elles estimées par interpolation ou extrapolation. Pour la commune, le premier recensement exhaustif entrant dans le cadre du nouveau dispositif a été réalisé en 2007.

En 2022, la commune comptait 254 habitants, en évolution de +7,17 % par rapport à 2016 (Saône-et-Loire : −1,06 %, France hors Mayotte : +2,11 %).
| 1793 | 1800 | 1806 | 1821 | 1831 | 1836 | 1841 | 1846 | 1851 |
| ---- | ---- | ---- | ---- | ---- | ---- | ---- | ---- | ---- |
| 397  | 473  | 404  | 422  | 445  | 417  | 439  | 429  | 438  |

| 1856 | 1861 | 1866 | 1872 | 1876 | 1881 | 1886 | 1891 | 1896 |
| ---- | ---- | ---- | ---- | ---- | ---- | ---- | ---- | ---- |
| 447  | 457  | 465  | 490  | 444  | 434  | 442  | 436  | 430  |

| 1901 | 1906 | 1911 | 1921 | 1926 | 1931 | 1936 | 1946 | 1954 |
| ---- | ---- | ---- | ---- | ---- | ---- | ---- | ---- | ---- |
| 384  | 373  | 353  | 315  | 294  | 277  | 250  | 244  | 203  |

| 1962 | 1968 | 1975 | 1982 | 1990 | 1999 | 2006 | 2007 | 2012 |
| ---- | ---- | ---- | ---- | ---- | ---- | ---- | ---- | ---- |
| 166  | 129  | 130  | 115  | 99   | 109  | 175  | 184  | 217  |

| 2017 | 2022 | - | - | - | - | - | - | - |
| ---- | ---- | - | - | - | - | - | - | - |
| 246  | 254  | - | - | - | - | - | - | - |

## Économie
Une station de compression de gaz naturel, exploitée par GRTgaz, est installée sur le territoire de la commune.

## Vie locale

### Culte
Palleau relève de la paroisse Saint-Jean-Baptiste-des-Trois-Rivières, paroisse du diocèse d'Autun qui a son siège à Verdun-sur-le-Doubs.

## Lieux et monuments
Sont à voir à Palleau : 

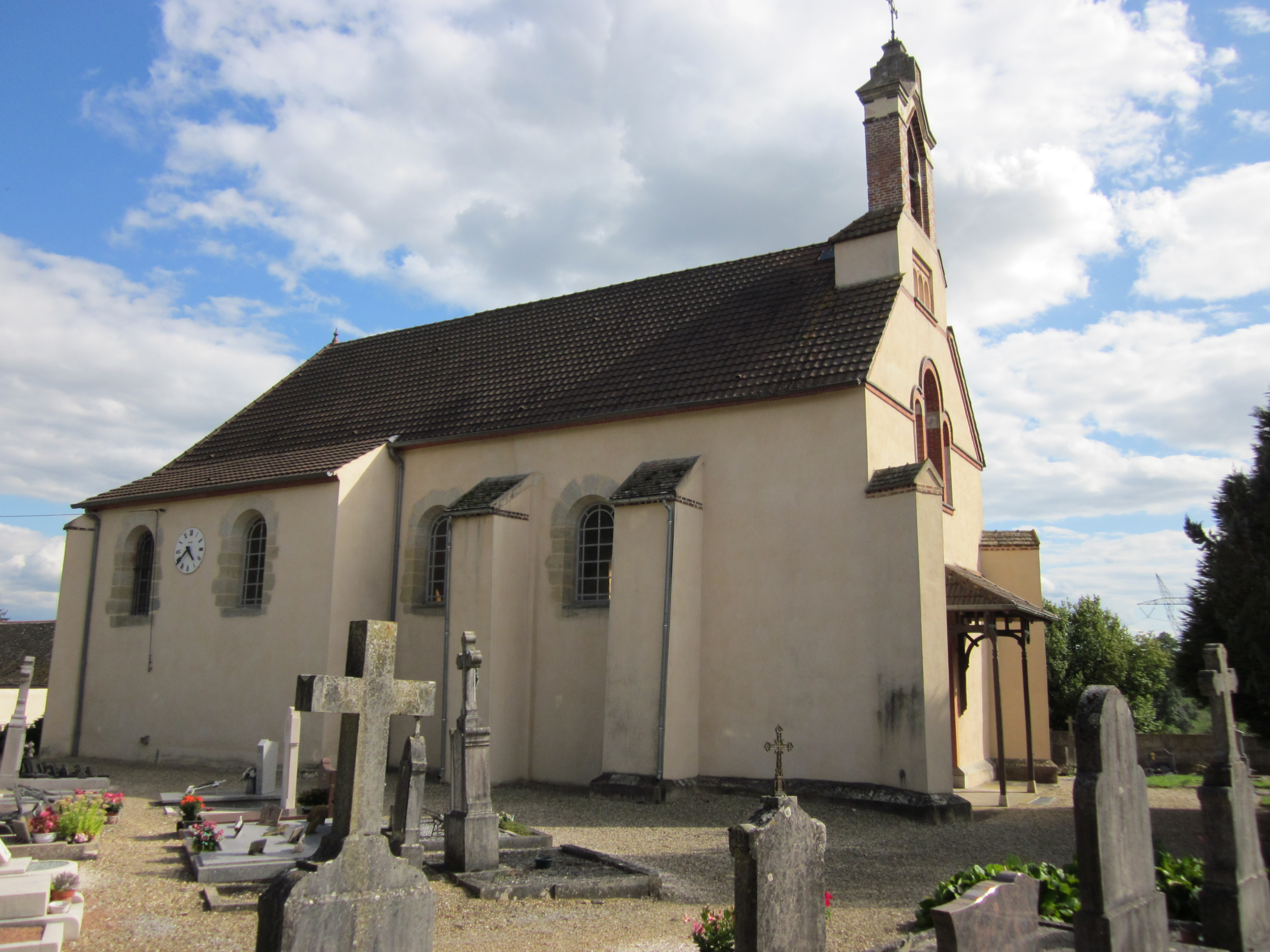
Nef de l'église Saint-Pierre-aux-Liens.

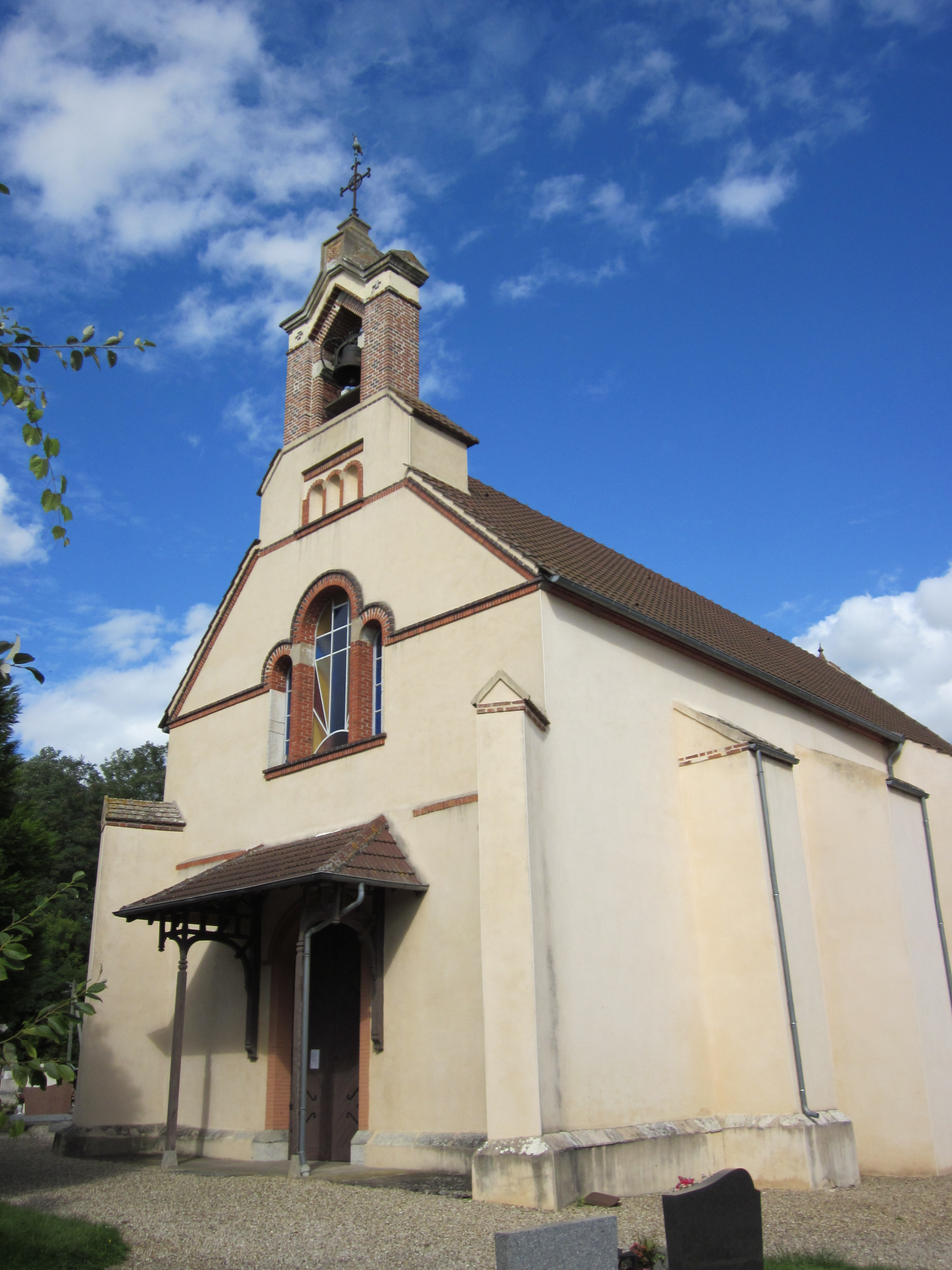
Façade de l'église Saint-Pierre-aux-Liens.

- l'église Saint-Pierre-aux-Liens, qui résulte d'une reconstruction entreprise en 1908, le précédent édifice ayant été ravagé par un incendie après que son clocher ait été frappé par la foudre (le 27 octobre 1909 eut lieu la bénédiction du nouvel édifice, avec la mise en place de la cloche)[19] ;
- le prieuré Saint-Pierre de Palleau ;
- un oratoire du XVIIe siècle (1640) édifié par le meunier Philibert Huard, sous le vocable de sainte Anne (à la Croix-Leuret)[20] et renfermant une représentation de sainte Anne instruisant sa fille, la Vierge Marie, de cette époque[21].

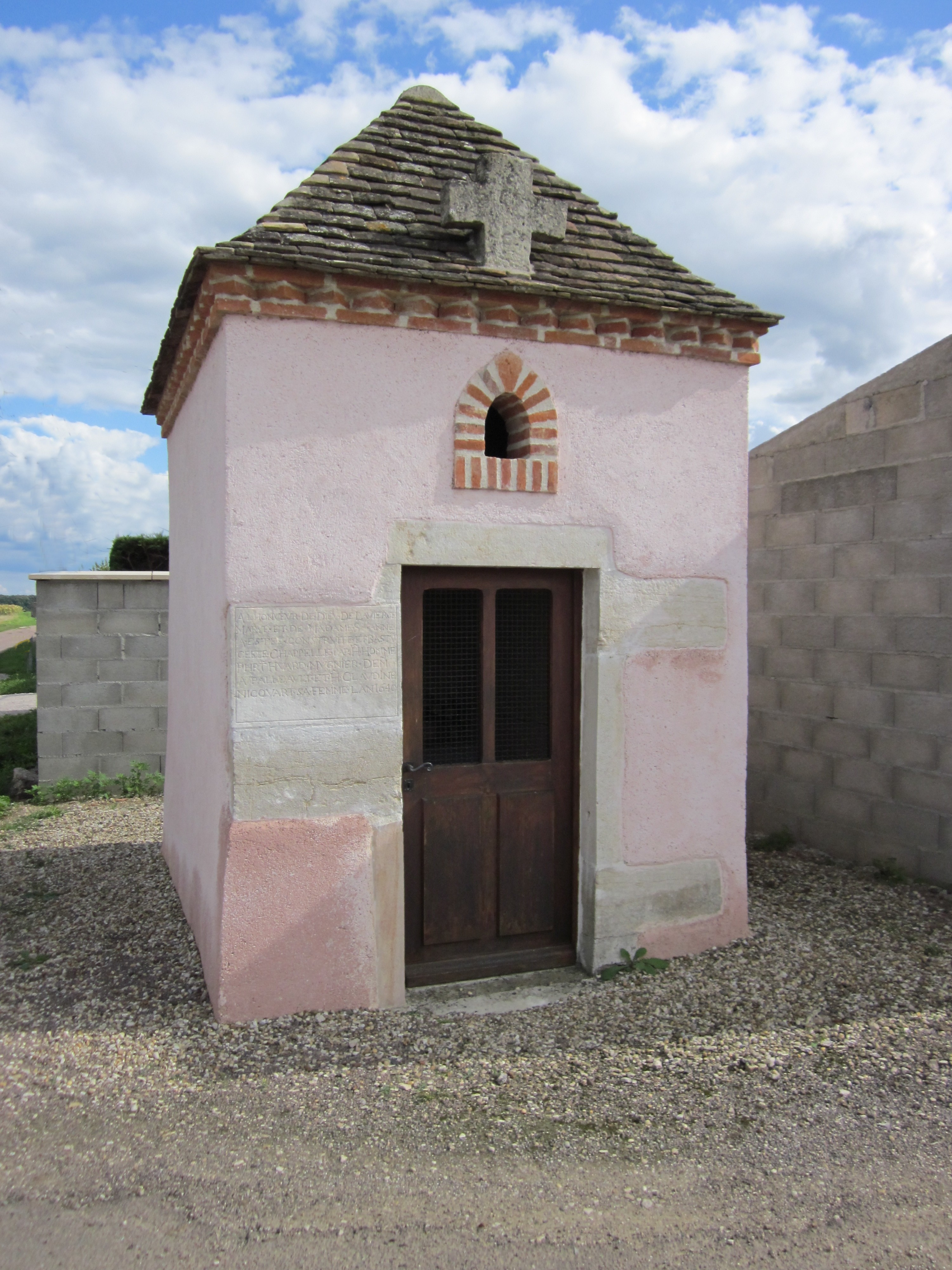
L'oratoire de Palleau.
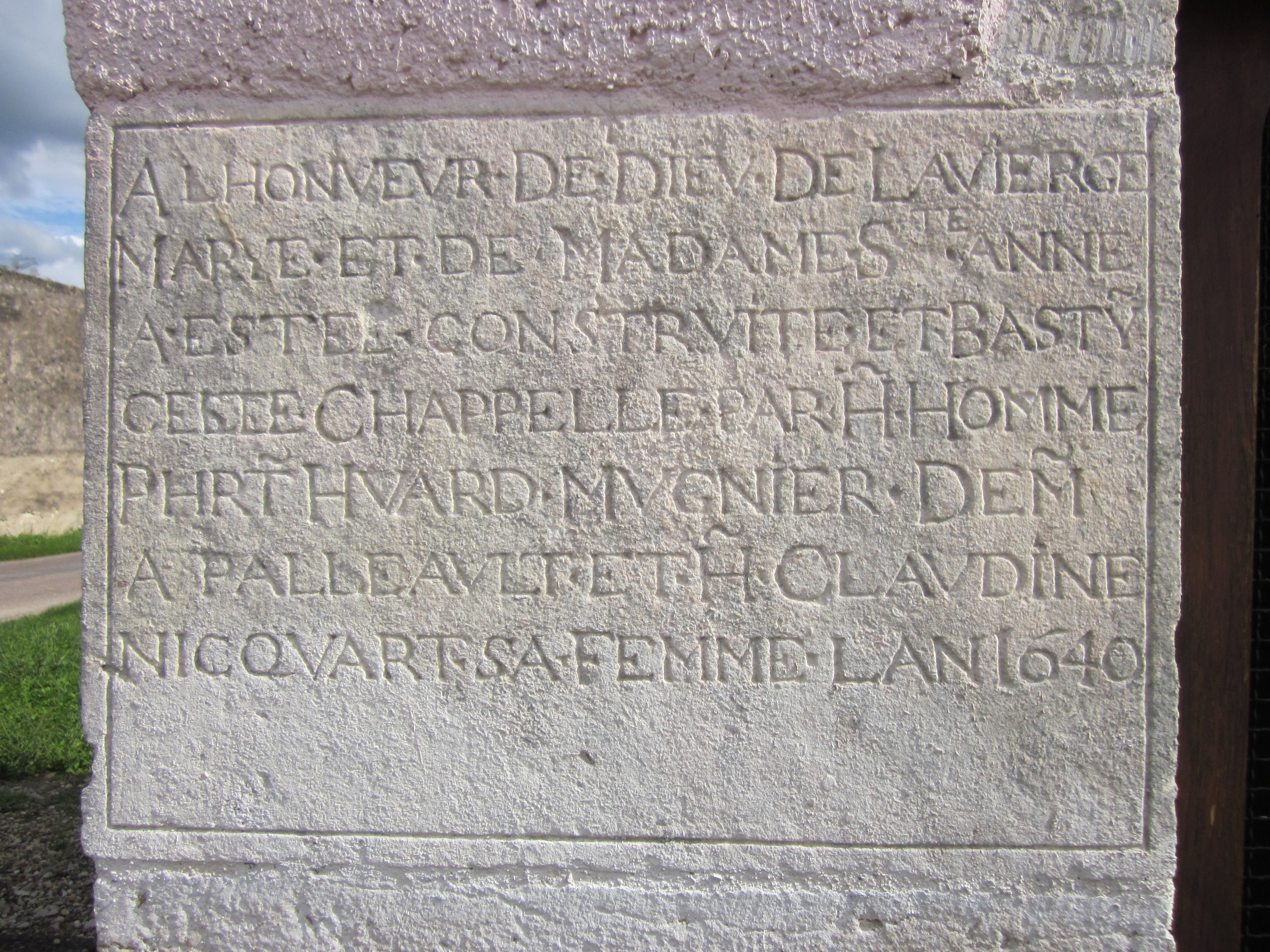
La dédicace de l'oratoire.

## Pour approfondir